# 鈴木禎一
鈴木 禎一（すずき さだかず、1899年10月16日 - 1955年1月7日）は、将棋棋士。五段。大崎熊雄九段門下。東京府（現：東京都）出身。

## 経歴
1933年に東京朝日新聞の新進棋士登龍戦に四段で登場。1943年に五段昇段。
戦災のために戦後の第1期、第2期順位戦には参加せず、1948年の第3期順位戦にC級2組で参加し、予選落ち。その後もC級2組で参加し続けるが、1951年の第6期順位戦で降級。だが翌年の順位戦はC級2組に特別参加。
1954年の第9期順位戦に休場する事を表明し、1955年に死去。